# Octopus

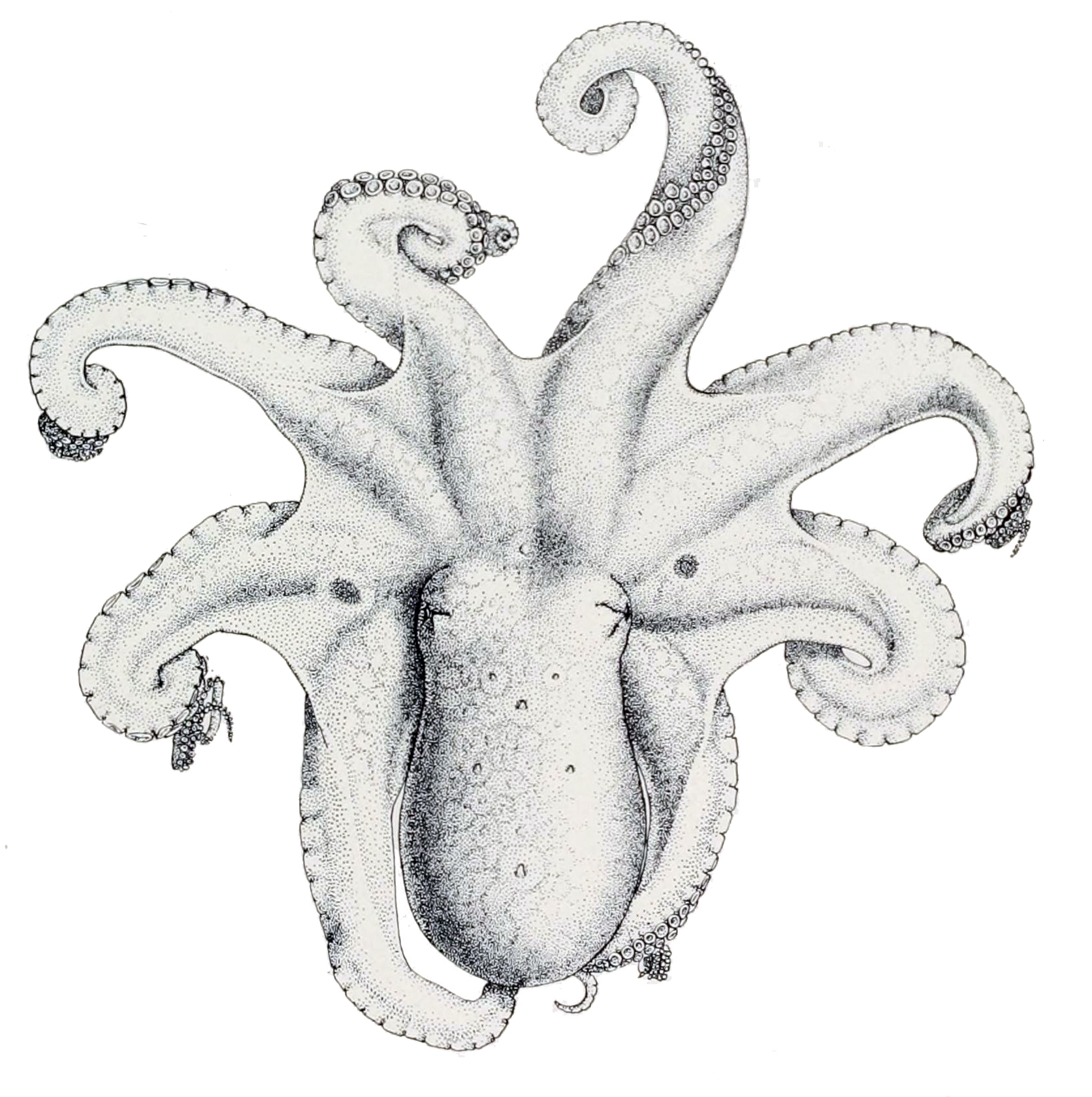
Octopus bimaculatus

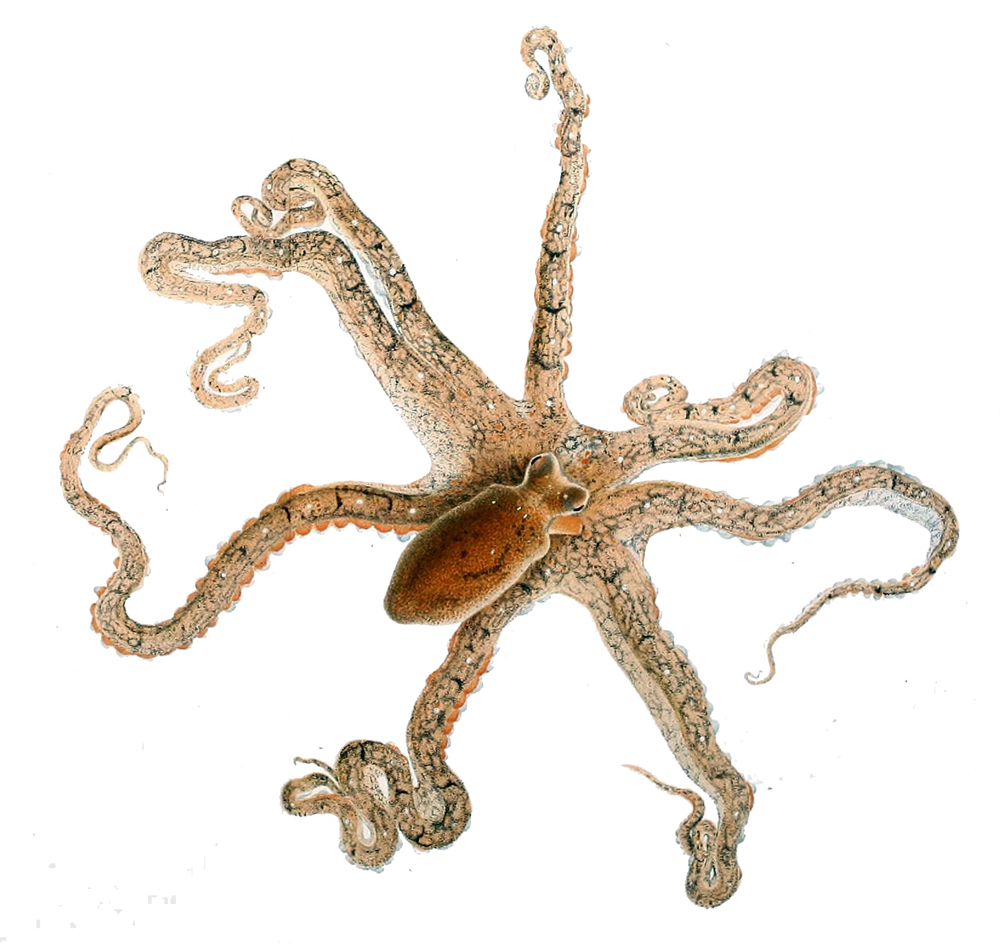
Octopus defilippi

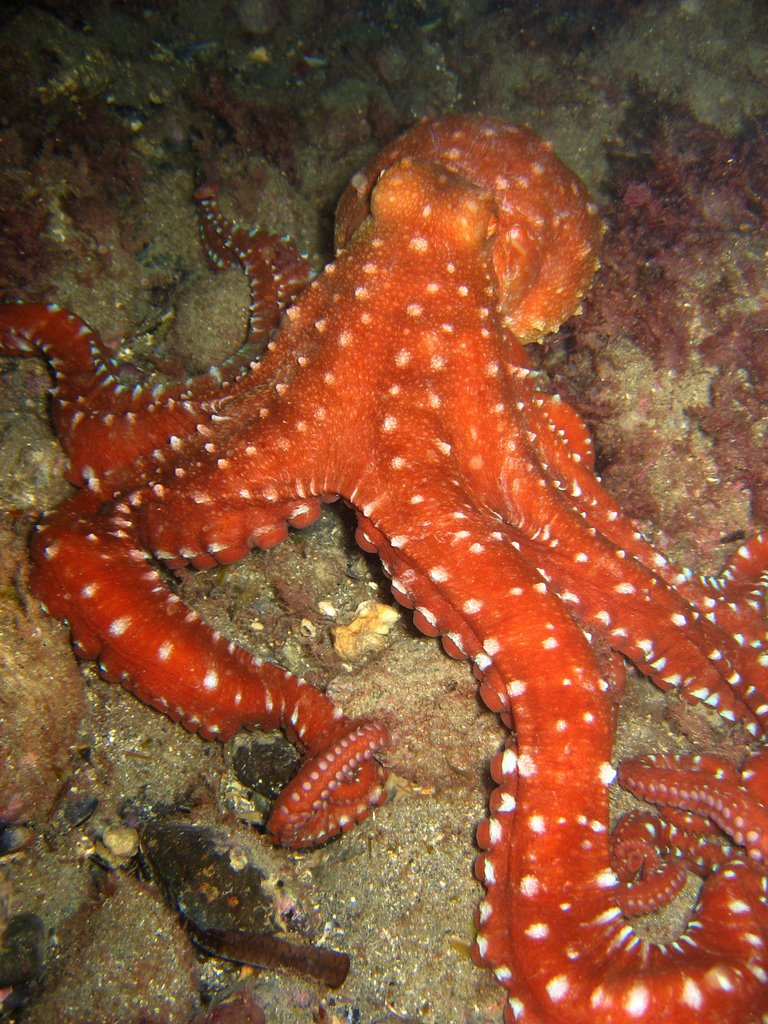
Octopus macropus

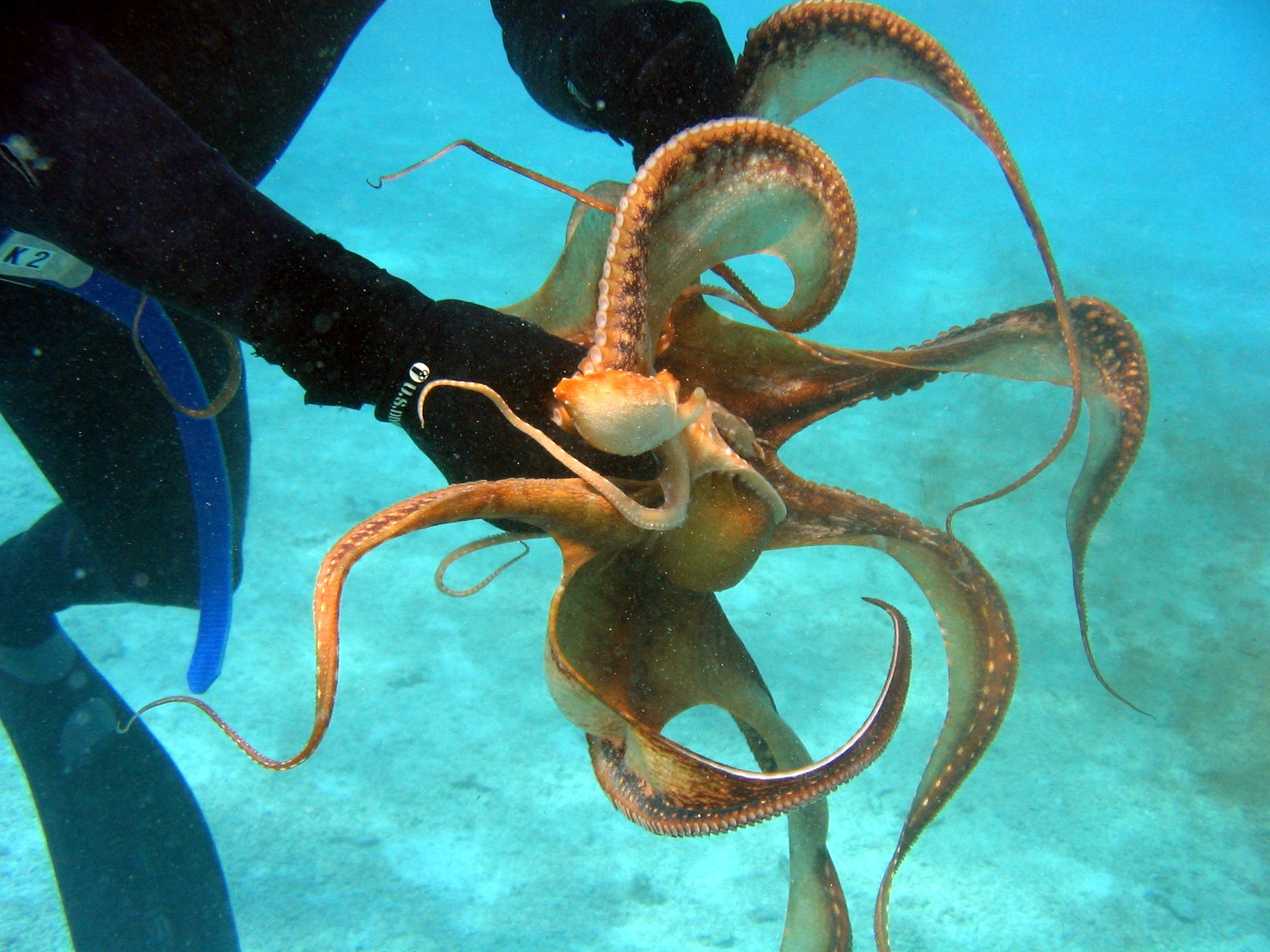
Octopus ornatus

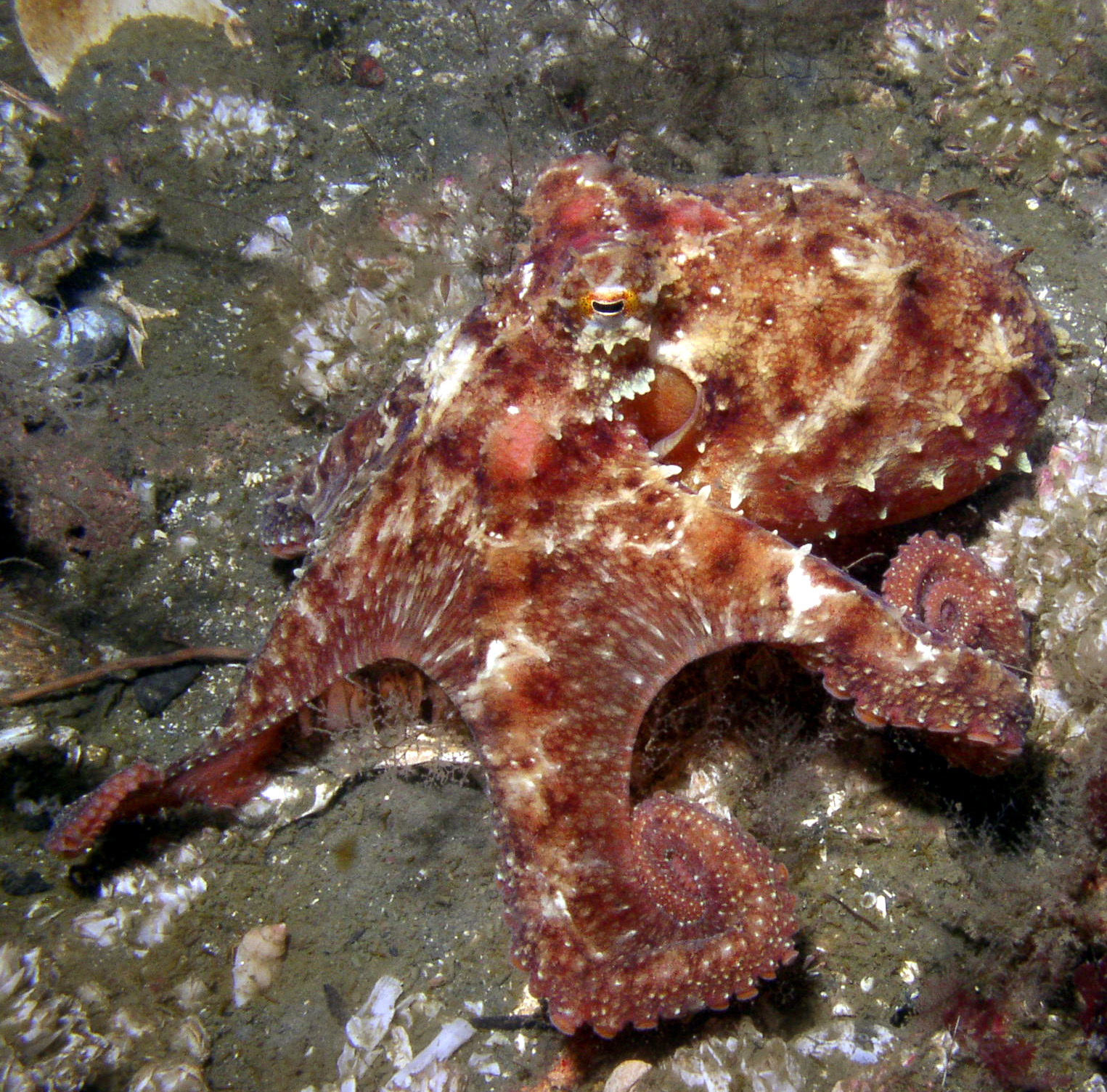
Octopus rubescens

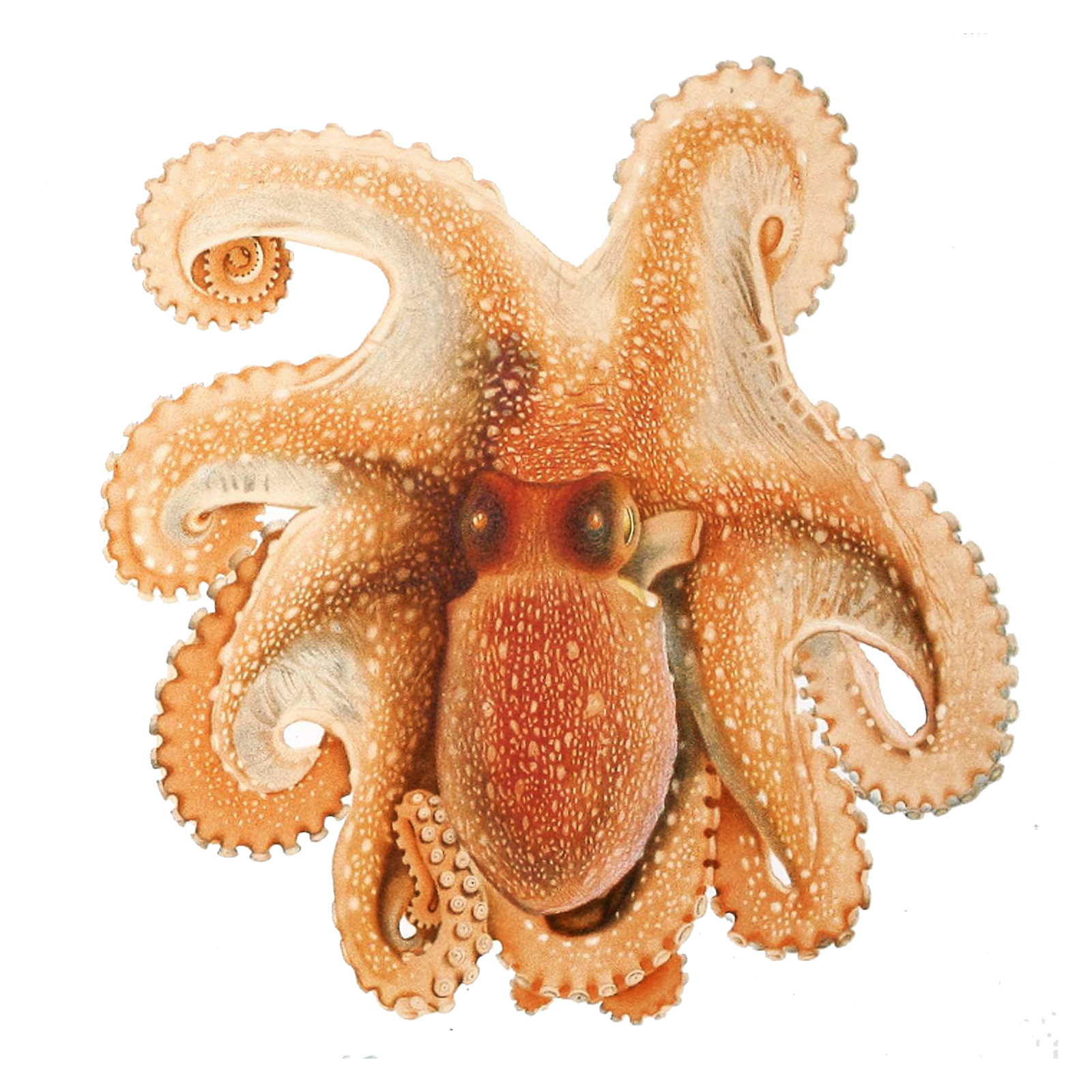
Octopus salutii

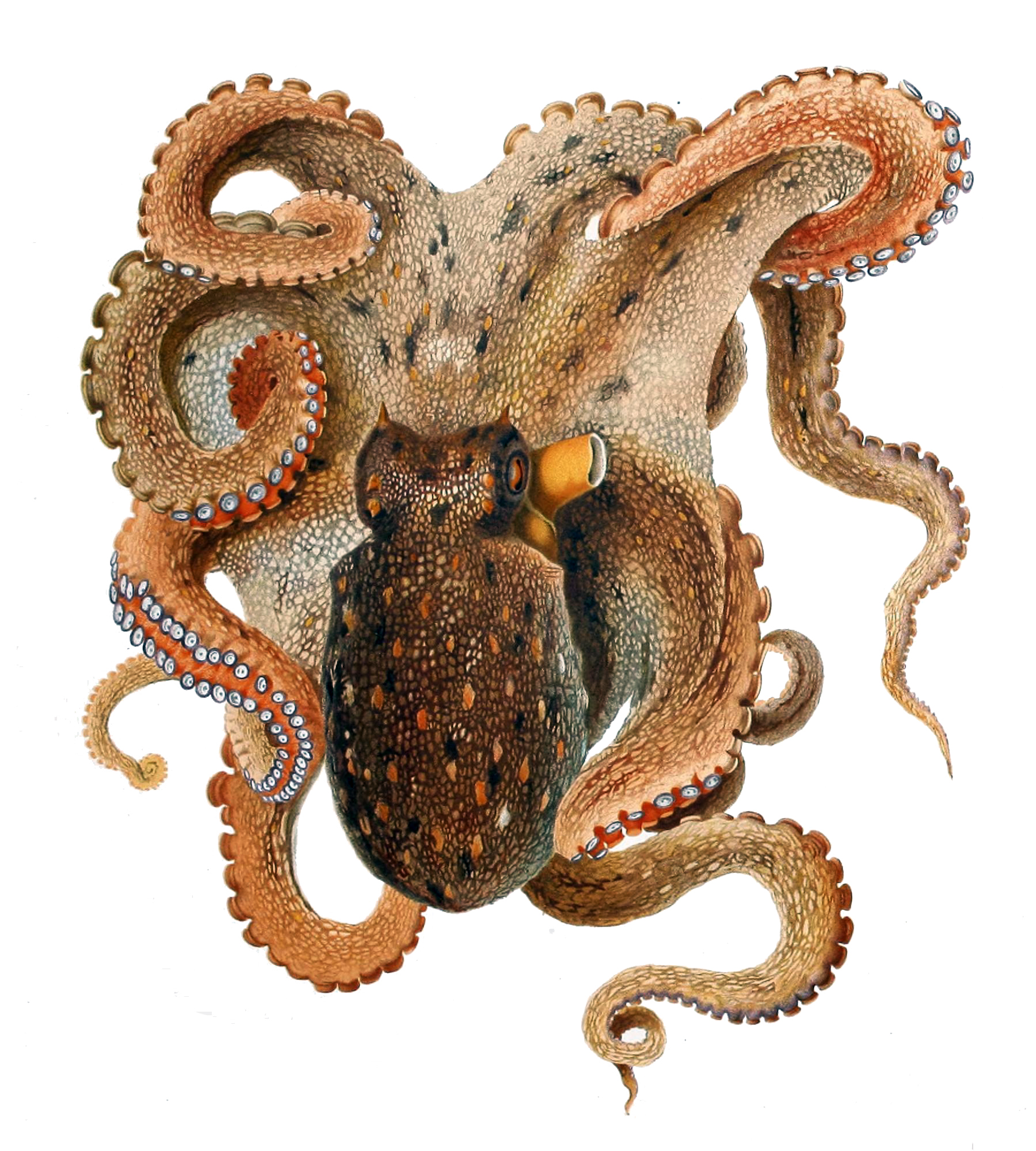
Octopus vulgaris

Octopus là chi bạch tuộc lớn nhất, bao gồm hơn 100 loài. Các loài này đang lan rộng trên khắp các đại dương trên thế giới.

## Loài
- Octopus adamsi *
- Octopus alatus *
- Octopus alecto
- Octopus alpheus, Capricorn night octopus
- Octopus araneoides *
- Octopus arborescens
- Octopus aspilosomatis, plain-body night octopus
- Octopus australis, hammer octopus
- Octopus balboai
- Octopus berrima, southern keeled octopus
- Octopus bimaculatus, California two-spot octopus or Verrill's two-spot octopus
- Octopus bimaculoides, California two-spot octopus
- Octopus bocki, Bock's pygmy octopus
- Octopus briareus, Caribbean reef octopus
- Octopus brocki *
- Octopus bulbus
- Octopus bunurong, southern white-spot octopus
- Octopus californicus, North Pacific bigeye octopus
- Octopus campbelli
- Octopus carolinensis, Carolinian octopus
- Octopus chierchiae, Lesser Pacific Striped Octopus
- Octopus conispadiceus, chestnut octopus
- Octopus cyanea, big blue octopus or Cyane's octopus,
- Octopus defilippi, Atlantic longarm octopus or Lilliput longarm octopus
- Octopus dierythraeus, red-spot night octopus
- Octopus digueti, Diguet's pygmy octopus
- Octopus diminutus[1]
- Octopus favonius
- Octopus filamentosus
- Octopus fitchi, Fitch's pygmy octopus
- Octopus fujitai
- Octopus gardineri
- Octopus gibbsi
- Octopus globosus, globe octopus
- Octopus gorgonus[2]
- Octopus graptus, sribbled night octopus
- Octopus guangdongensis
- Octopus hardwickei
- Octopus harpedon
- Octopus hattai
- Octopus hongkongensis
- Octopus hubbsorum, Hubb's octopus
- Octopus humilis[2]
- Octopus hummelincki, bumblebee two-spot octopus or Caribbean two-spot octopus [3]
- Octopus incella
- Octopus insularis[4]
- Octopus joubini, Atlantic pygmy octopus or small-egg Caribbean pygmy octopus
- Octopus kaharoa
- Octopus kaurna, southern sand octopus
- Octopus laqueus
- Octopus lobensis, lobed octopus *
- Octopus longispadiceus
- Octopus luteus, starry night octopus
- Octopus macropus, Atlantic white-spotted octopus
- Octopus maorum, Maori octopus
- Octopus mariles[2]
- Octopus maya, Mexican four-eyed octopus
- Octopus mercatoris *
- Octopus mernoo
- Octopus microphthalmus
- Octopus micropyrsus, California Lilliput octopus
- Octopus micros
- Octopus mimus
- Octopus minor
  - O. m. minor
  - O. m. pardalis *
  - O. m. typicus *
- Octopus mutilans
- Octopus nanhaiensis
- Octopus nanus
- Octopus niveus
- Octopus nocturnus
- Octopus occidentalis
- Octopus ochotensis
- Octopus oculifer, Galapagos reef octopus
- Octopus oliveri
- Octopus ornatus, ornate octopus or white-striped octopus
- Octopus oshimai
- Octopus ovulum *
- Octopus pallidus, pale octopus
- Octopus parvus, Japanese pygmy octopus
- Octopus penicillifer
- Octopus pentherinus *
- Octopus prashadi
- Octopus pricei *
- Octopus pumilus
- Octopus pyrum
- Octopus rapanui
- Octopus roosevelti
- Octopus rubescens, East Pacific red octopus
- Octopus salutii, spider octopus
- Octopus sanctaehelenae
- Octopus sasakii
- Octopus selene, moon octopus
- Octopus spinosus *
- Octopus superciliosus, frilled pygmy octopus
- Octopus taprobanensis *
- Octopus tehuelchus, Tehuelche octopus
- Octopus tenebricus
- Octopus tetricus, gloomy octopus or common Sydney octopus
- Octopus tsugarensis *
- Octopus validus
- Octopus veligero, veiled octopus
- Octopus verrucosus
- Octopus vitiensis, bighead octopus
- Octopus vulgaris, common octopus
- Octopus warringa, club pygmy octopus
- Octopus winckworthi
- Octopus wolfi, star-sucker pygmy octopus
- Octopus yendoi *
- Octopus zonatus, Atlantic banded octopus

Các loài được liệt kê trên đây có dấu (*) có những vấn đề và cần phải tiếp tục nghiên cứu để xác định xem chúng là những loài hoặc từ đồng nghĩa hợp lệ.

## Hình ảnh

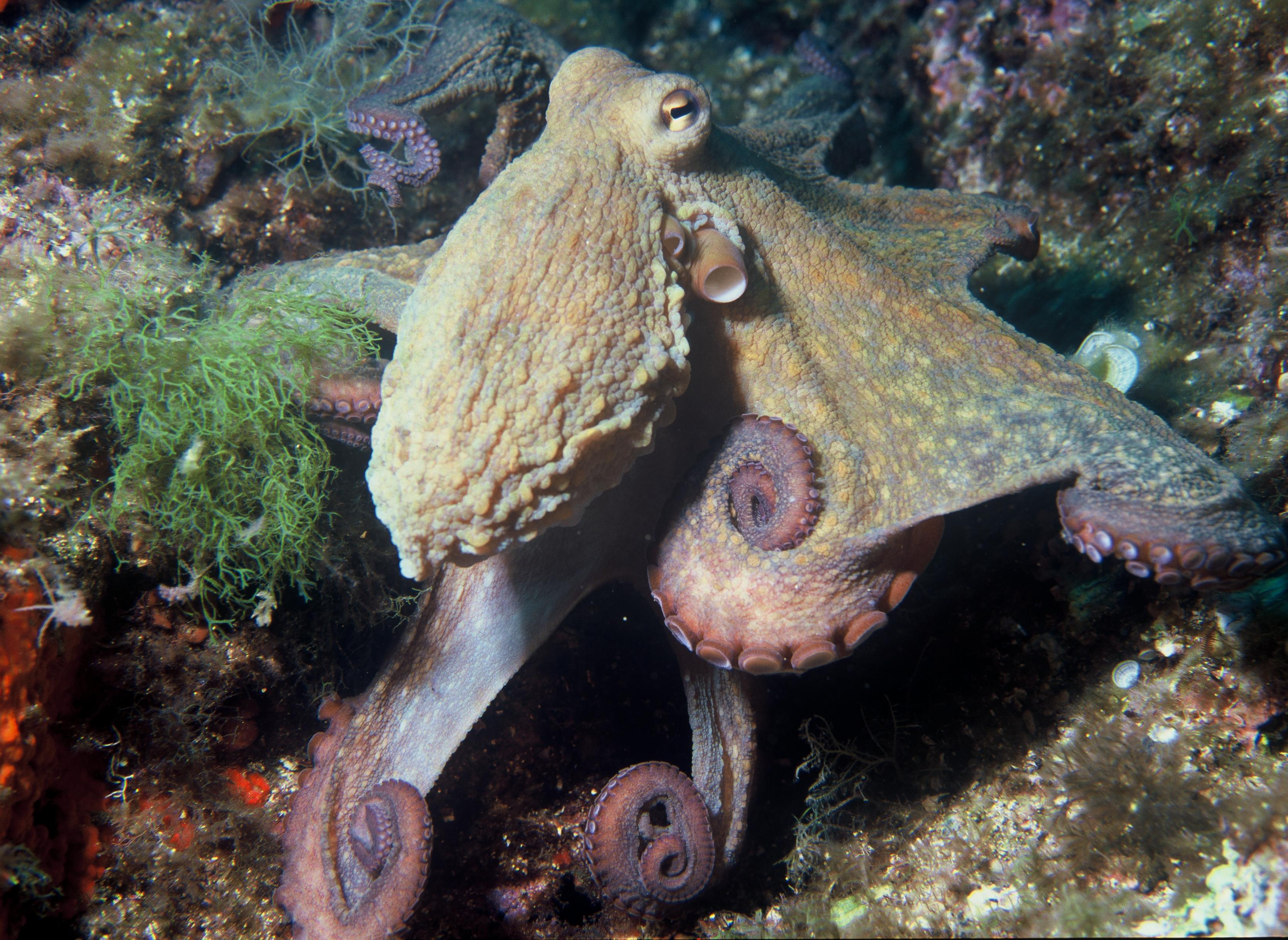
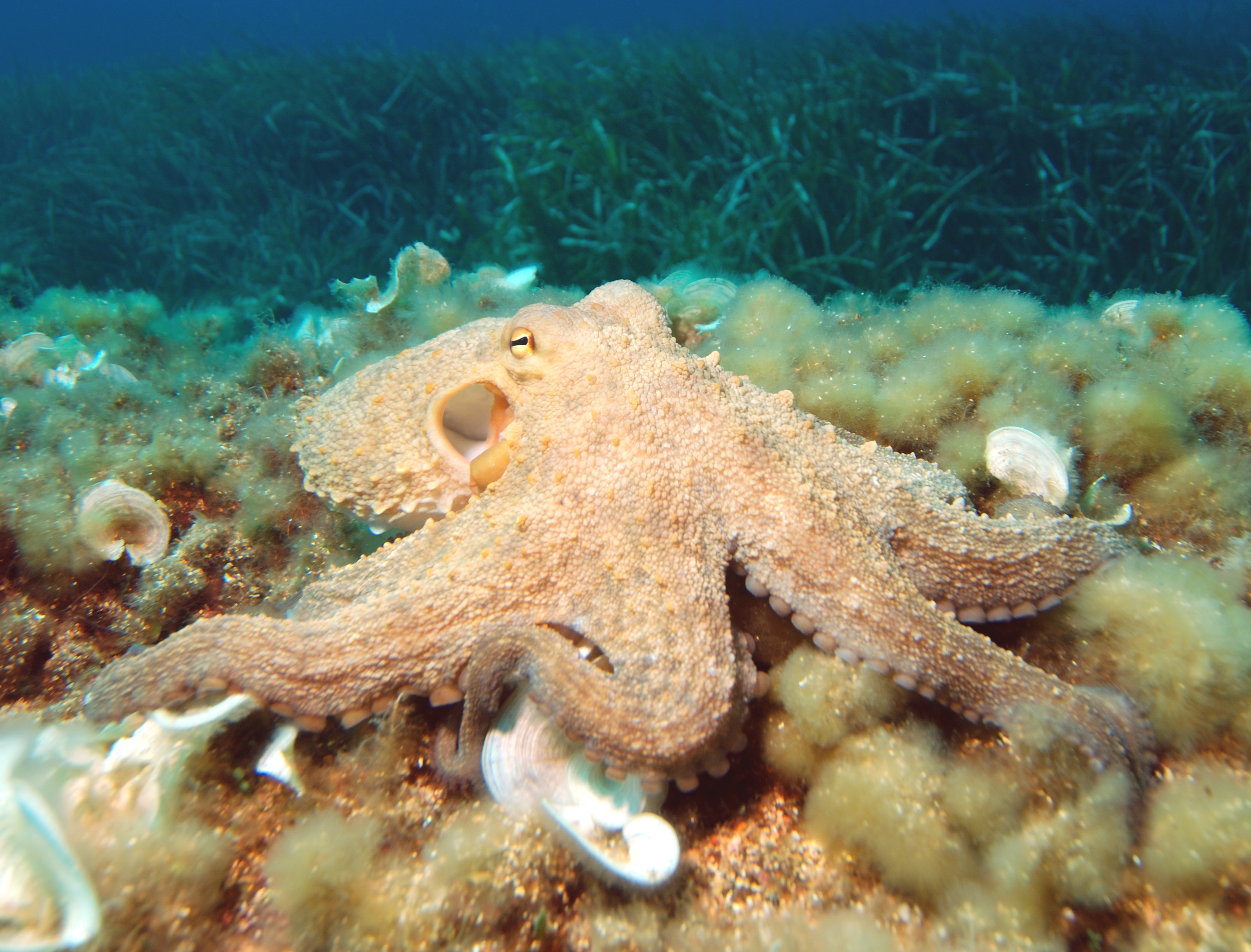
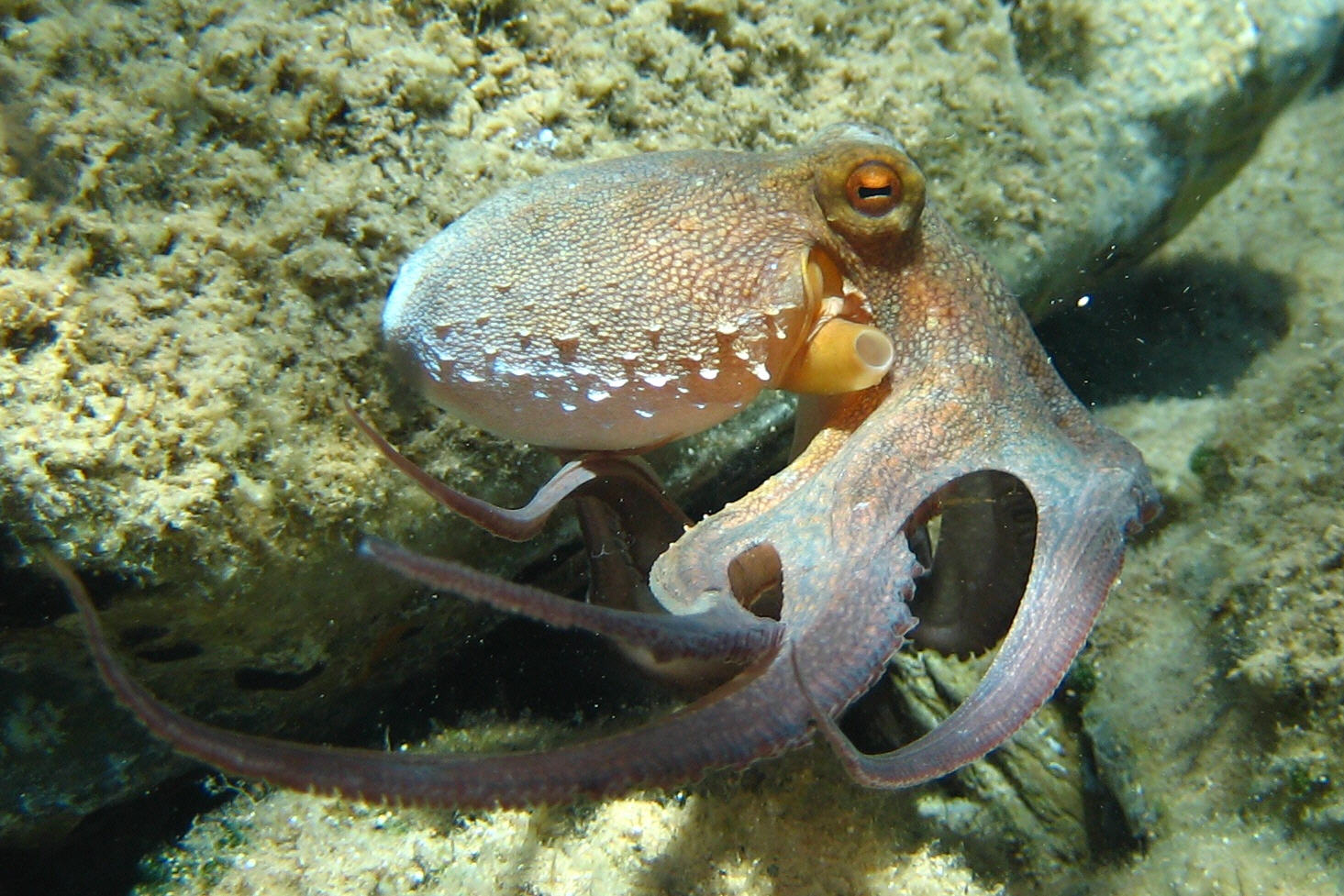
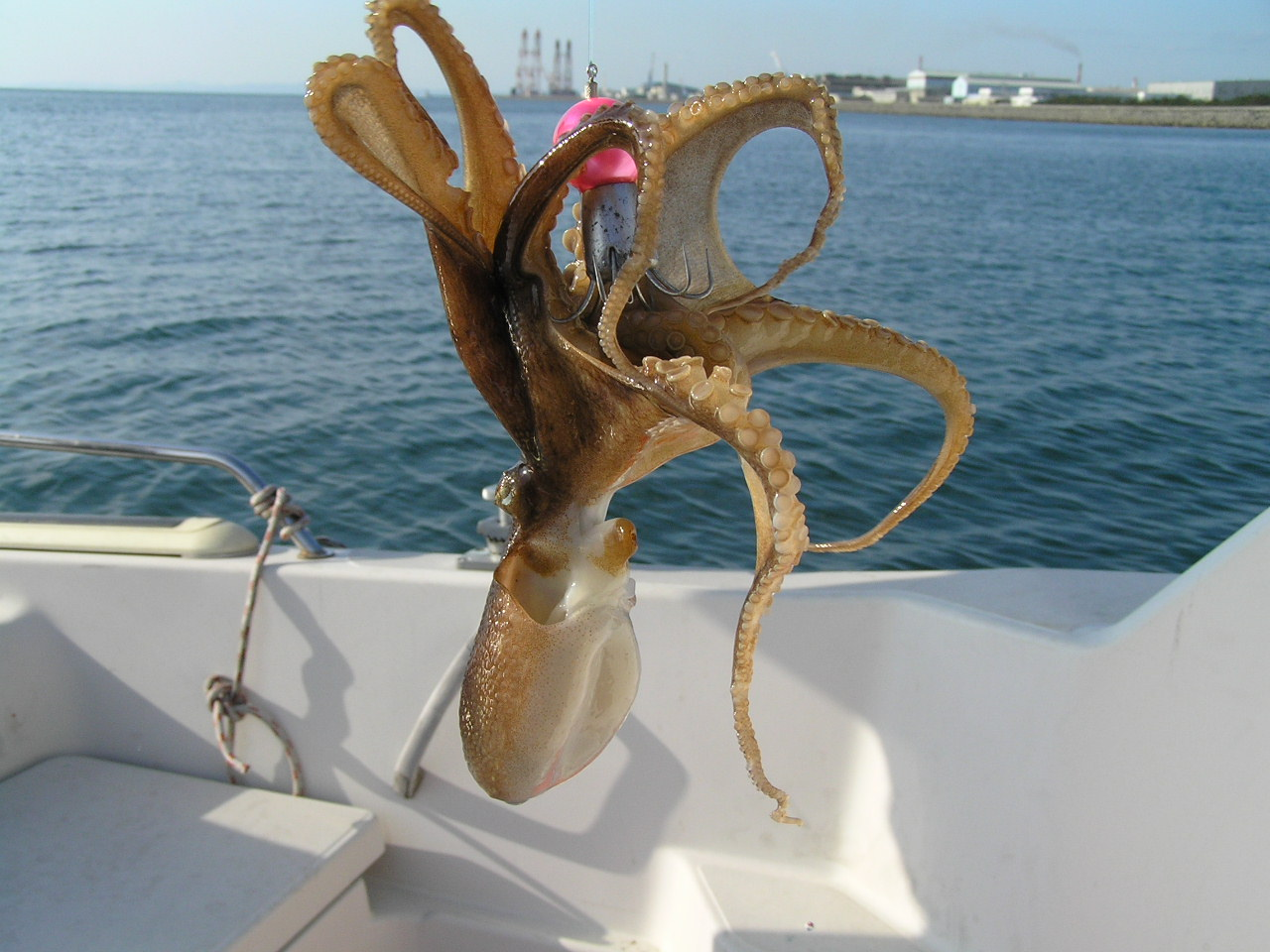